# Arredamento per giardino

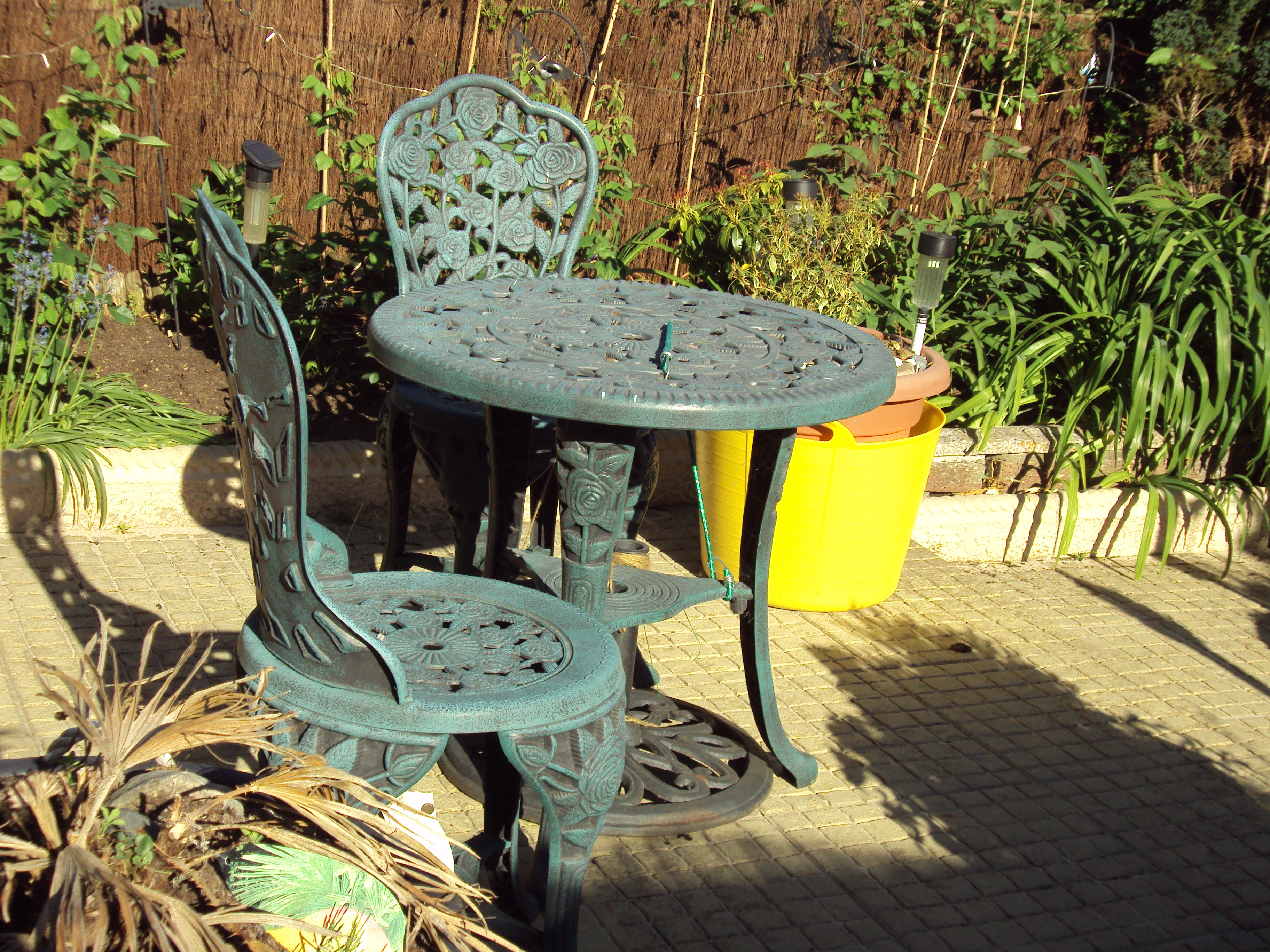
Sedie e tavolo da giardino

L'arredamento per giardino è la serie degli elementi di arredo disposti nelle aree esterne di case o palazzi per una duplice funzione: quella prettamente estetica (ossia abbellire secondo il gusto architettonico del tempo) e quella funzionale per migliorare la comodità. Sicuramente l'usanza di dotare le aree esterne di tali elementi si perde nella notte dei tempi. È noto infatti che fin nell'antichità si utilizzassero manufatti d'arredo (quali fioriere o fontane) realizzate prevalentemente in pietra da parte di una piccola élite in grado di poterne sostenere i costi. Con l'avvento dell'era industriale e della possibilità di replicare in serie a prezzi sempre più contenuti tali prodotti, l'attenzione per il proprio giardino iniziò a coinvolgere sempre più persone fino ad arrivare all'epoca odierna, nella quale quasi tutti coloro che vivono in abitazioni dotate di un'area esterna li utilizzano. Oggigiorno varie possono essere le classificazioni degli elementi di arredo: in base al materiale utilizzato per produrli (pietra, legno, acciaio, calcestruzzo, giunco, argilla o pvc); in base alla destinazione d'utilizzo (tavoli e sedie o veri e propri salotti, gazebi, fontane, fioriere, lavandini o lavatoi, pergolati ecc.) ed infine in funzione dello stile architettonico (neoclassico prevalentemente in pietra o calcestruzzo, liberty in ferro battuto, country-chic in legno o suoi derivati, fino ad arrivare allo stile "minimal", oggi molto di moda, che utilizza un mix di materiali in grado di permettere la realizzazione di forme lineari e minimalistiche con colorazioni di tendenza). Una caratteristica che accomuna tutti questi prodotti è l'esigenza di proteggere i vari materiali utilizzati dalle intemperie e dai possibili frequenti sbalzi termici e di renderli sempre meno pesanti per poterli spostare con facilità.